# Greatest Hits 1970 - 2002
Elton John's Greatest Hits 1970-2002 è una famosa raccolta dell'artista britannico Elton John, distribuita dall'etichetta Universal Music Group l'11 novembre 2002.

## Il disco
Rappresenta il più grande greatest hits mai pubblicato da Elton, composto da due CD (ognuno dei quali contenente 17 brani). I pezzi contenuti costituiscono i pezzi più famosi mai composti nell'intera carriera della rockstar, a partire dagli esordi (Your Song, pubblicata nel 1969, costituisce il primo singolo eltoniano di una certa rilevanza). Nella raccolta sono incluse anche due hits recenti (I Want Love e This Train Don't Stop There Anymore, provenienti da Songs from the West Coast). Inoltre, è stata subito distribuita un'edizione speciale contenente un terzo CD (le canzoni contenute variavano nei due continenti). In seguito, diverse ristampe dell'edizione europea aggiunsero all'album due brani (Sorry Seems To Be The Hardest Word con i Blue e Are You Ready for Love?, pubblicato con successo nel Regno Unito), e per far posto a questi eliminarono Kiss the Bride e Song for Guy.
Elton John's Greatest Hits 1969-2002 ha ricevuto una duplice accoglienza dalla critica: c'è chi l'ha lodato come la migliore raccolta di Elton, mentre altri hanno contestato l'assenza dei brani qualitativamente più significativi del pianista di Pinner. L'album è stato comunque un successo a livello di vendite, raggiungendo la #3 nel Regno Unito e la #12 negli Stati Uniti (qui rimase per 67 settimane nella Billboard 200, venendo certificato per sei volte platino dalla RIAA). È inoltre rimasto per mesi nelle classifiche di tutto il mondo.

## Tracce

### Edizione europea

#### Disco 1
1. Your Song
2. Tiny Dancer
3. Honky Cat
4. Rocket Man (I Think It's Going to Be a Long, Long Time)
5. Crocodile Rock
6. Daniel
7. Saturday Night's Alright for Fighting
8. Goodbye Yellow Brick Road
9. Candle in the Wind
10. Bennie and the Jets
11. Don't Let the Sun Go Down on Me
12. The Bitch Is Back
13. Philadelphia Freedom
14. Someone Saved My Life Tonight
15. Island Girl
16. Don't Go Breaking My Heart (con Kiki Dee)
17. Sorry Seems to Be the Hardest Word

#### Disco 2
1. Blue Eyes
2. I'm Still Standing
3. I Guess That's Why They Call It the Blues
4. Sad Songs (Say So Much)
5. Nikita
6. Sacrifice
7. The One
8. Kiss the Bride
9. Can You Feel the Love Tonight?
10. Circle of Life
11. Believe
12. Made in England
13. Something About the Way You Look Tonight
14. Written in the Stars (con LeAnn Rimes)
15. I Want Love
16. This Train Don't Stop There Anymore
17. Song for Guy

Nota: Kiss the Bride e Song for Guy furono eliminate dalle ristampe successive dell'album per fare spazio ad Are You Ready for Love e alla versione di Sorry Seems to Be the Hardest Word con i Blue.

#### Disco 3 (bonus, edizione speciale)
1. Levon
2. Border Song
3. Lucy in the Sky with Diamonds
4. Pinball Wizard
5. True Love (con Kiki Dee)
6. Live like Horses (con Luciano Pavarotti)
7. I Don't Wanna Go on with You like That
8. Don't Let the Sun Go Down on Me (con George Michael)
9. Your Song (con Alessandro Safina)

##### Ristampa del 2003
1. Sorry Seems to Be the Hardest Word (con i Blue)
2. Are You Ready for Love

### Edizione americana

#### Disco 1
1. Your Song
2. Levon
3. Tiny Dancer
4. Rocket Man (I Think It's Going to Be a Long, Long Time)
5. Honky Cat
6. Crocodile Rock
7. Daniel
8. Saturday Night's Alright for Fighting
9. Goodbye Yellow Brick Road
10. Candle in the Wind
11. Bennie and the Jets
12. Don't Let the Sun Go Down on Me
13. The Bitch Is Back
14. Philadelphia Freedom
15. Someone Saved My Life Tonight
16. Island Girl
17. Sorry Seems to Be the Hardest Word

#### Disco 2
1. Don't Go Breaking My Heart (con Kiki Dee)
2. Little Jeannie
3. I'm Still Standing
4. I Guess That's Why They Call It the Blues
5. Sad Songs (Say So Much)
6. I Don't Wanna Go on with You like That
7. Nikita
8. Sacrifice
9. The One
10. Can You Feel the Love Tonight?
11. Circle of Life
12. Believe
13. Blessed
14. Something About the Way You Look Tonight
15. Written in the Stars (con LeAnn Rimes)
16. I Want Love
17. This Train Don't Stop There Anymore

#### Disco 3 (bonus, edizione speciale)
1. Candle in the Wind (live)
2. Don't Let the Sun Go Down on Me (con George Michael)
3. Live like Horses (con Luciano Pavarotti)
4. Your Song (con Alessandro Safina)